# Agència de Notícies Firat
L'Agència de Notícies Firat (ANF) (en kurd: Ajansa Nûçeyan a Firatê; en turc: Fırat Haber Ajansı) és una agència de notícies kurda que recull i emet notícies de l'Orient Mitjà, generalment sobre temes relacionats amb la qüestió kurda. L'ANF té oficines a Amsterdam i periodistes a tot el món.

A causa de les suposades vinculacions de l'ANF amb el PKK, l'accés als seus llocs web des de Turquia ha estat bloquejat repetidament pels tribunals turcs, els seus comptes a les xarxes socials han estat tancats i els seus periodistes han estat detinguts a Turquia.

## Arrest de Maxime Azadi
El 15 de desembre de 2016, el periodista francoturc de l'ANF, Maxime Azadi, va ser arrestat a Bèlgica després que Turquia emetés una alerta roja a la Interpol per a la seva detenció. L'ANF va fer una crida a favor del seu alliberament immediat.
La detenció va ser condemnada per organitzacions en defensa de la llibertat de premsa, les quals van manifestar que l'incident posava en relleu la repressió de l'Estat turc de la llibertat d'informació després de la temptativa de cop d'estat a Turquia de 2016. L'ONG anglesa Fair Trials va descriure la seva detenció com un abús del sistema d'alerta roja de la Interpol.
La Federació Europea de Periodistes va publicar un comunicat afirmant que «estem molt preocupats per aquesta detenció que constitueix un precedent perillós. Més de 120 periodistes romanen entre reixes a Turquia, on les autoritats no dubten en abusar de les lleis antiterroristes per suprimir la premsa opositora. Bèlgica i els altres estats europeus no haurien de ser còmplices de les purgues massives ordenades pel govern turc. Desenes de periodistes turcs i kurds exiliats a Europa es trobarien en una situació d'inseguretat dramàtica». El 23 de desembre, Azadi va ser alliberat sota fiança.